# Pereiras (kommun)
Pereiras är en kommun i Brasilien.   Den ligger i delstaten São Paulo, i den sydöstra delen av landet, 800 km söder om huvudstaden Brasília. Antalet invånare är 7 468.
Följande samhällen finns i Pereiras:
- Pereiras

Omgivningarna runt Pereiras är huvudsakligen savann. Runt Pereiras är det ganska glesbefolkat, med 38 invånare per kvadratkilometer.